# Aequer
Die Aequer waren ein in der Antike in Italien ansässiges Volk, deren Namen bei Livius als Gegner Roms in den ersten drei Jahrhunderten auftaucht.
Sie bewohnten die oberen Täler des Anio sowie des Tolenus und Himella, Bergflüssen, die nordwärts zum Nar fließen. In den Kriegen gegen Rom im 5. Jahrhundert v. Chr. erscheint der Bergzug des Algidus mehrfach als Sammelpunkt der Aequer und der mit ihnen verbündeten Volsker. Es wird berichtet, dass ihr Hauptsiedlungsgebiet von den Römern um 484 v. Chr. erstmals erobert wurde und rund 90 Jahre später erneut, dass sie aber erst mit dem Ende des Zweiten Samnitenkriegs (um 300 v. Chr.) endgültig unterworfen werden konnten, als ihnen anscheinend eine begrenzte Form der Mitsprache eingeräumt wurde.
Alles, was man über die politischen Bedingungen der Folgezeit weiß, ist, dass die Bevölkerung von Cliternia und Nersae als eine vereinigte res publica Aequiculorum, die ein gewöhnliches municipium war, auftrat. Die latinischen Kolonien von Alba Fucens (304 v. Chr.) und Carsioli (298 v. Chr.) müssen den Gebrauch des Lateinischen über den gesamten Bereich verbreitet haben, durch den auch die Haupt- (und zeitweise auch die einzige) Strecke (Via Valeria) nach Luceria und dem Süden führte.
Die Sprache der Aequer vor der Eroberung durch die Römer ist unbekannt; da aber die Marser weiter im Osten im 3. Jahrhundert v. Chr. einen dem Lateinischen nahe verwandten Dialekt sprachen, genauso wie die Herniker, ihre Nachbarn im Südwesten, gibt es keinen Grund, einen dieser Stämme aus der Latinischen Gruppe auszuschließen. Wenn man zum Ursprung des q in ihrem Namen und zu den Beziehungen zwischen der kurzen und der langen Form sicher sein könnte (das i in Aequiculus ist lang – was eine Verbindung zum Lokativ von aequum (Ebene) herzustellen scheint, so dass der Name Bewohner der Ebene bedeuten könnte – obwohl sie in historischer Zeit sicher hauptsächlich in den Bergen lebten), wüsste man, ob sie zur Gruppe der q- oder p- Dialekte gehörten, das heißt, ob sie zum Latinischen, die das originale q bewahrten, gehörten, oder zum Dialekt von Velitrae, der üblicherweise Volskisch genannt wird (die Volsker waren immer Verbündete der Aequer), bei dem, wie bei den Iguvinischen Tafeln und den samnitischen Dialekten, das ursprüngliche q in ein p verändert worden war. Es gibt keinen endgültigen Beweis, ob das q im Lateinischen aequus ein indogermanisches q wie im Lateinischen quis, Umbro-Volskisch pis, oder ein indogermanisches k+u wie in equus (umbrisch ekvo-) ist. Das abgeleitete Adjektiv Aequicus scheint es eher dem Volskischen als dem Sabinischen zuzuordnen, es ist aber nicht klar, ob dieses Adjektiv jemals als reales Ethnikon benutzt wurde; der Name des Stammes ist immer Aequi oder Aequicoli.
Gegen Ende der Republik treten die Aequer unter dem Namen Aequiculi oder Aequicoli, als municipium organisiert, auf, wobei ihr Territorium der Oberlauf des Salto, heute als Cicolano bekannt, gewesen ist. Es ist wahrscheinlich, dass sie in ihren Dörfern wie früher auch lebten, von denen das bedeutendste Nersae, das moderne Nescè, war. Die polygonalen terrassierten Wälle, die in einer bemerkenswerten Anzahl in dem Bezirk noch existierten, wurden in Römische Mitteilungen (1903), 147f., beschrieben.